# Fossa delle Kermadec

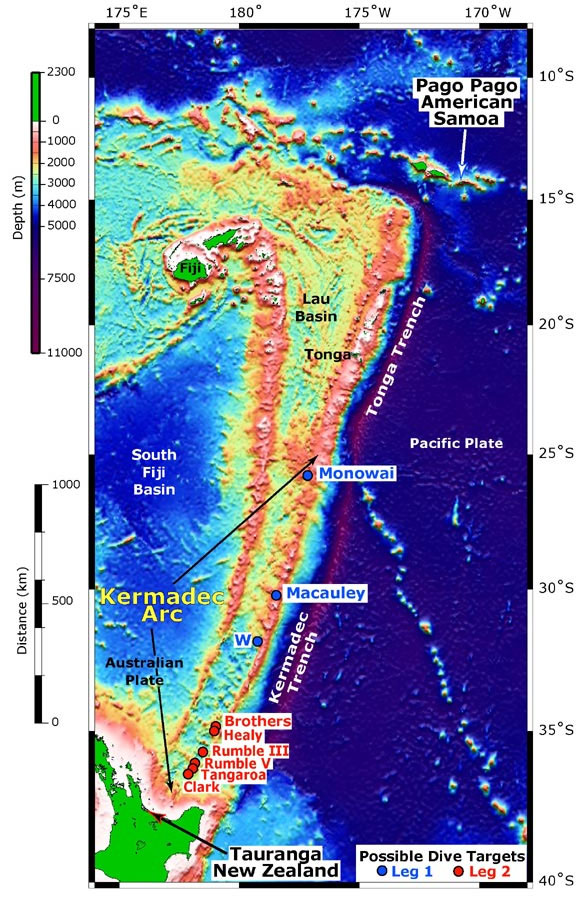
Collocazione della fossa delle Kermadec

La fossa delle Kermadec è una delle più profonde fosse oceaniche e raggiunge la profondità di 10 047 metri (32 963 ft).
È formata dalla subduzione della Placca pacifica al di sotto della Placca indo-australiana e si estende per oltre un migliaio di chilometri in senso parallelo alla parte orientale della dorsale delle Tonga-Kermadec e del relativo arco insulare, partendo dalla punta nordorientale dell'Isola Nord della Nuova Zelanda. È caratterizzata da pendii molto ripidi.

## Fauna
Nel 2012 sono stati scoperti a grande profondità alcuni esemplari di Alicella gigantea, una specie di anfipodi di colore biancastro, che raggiungevano i 34 cm di lunghezza, contro i 2-3 cm della lunghezza abituale degli anfipodi. Non è chiaro se si tratti di un fenomeno di gigantismo abissale o di una nuova specie.